# Anàlisi harmònica

Les primeres quatre aproximacions per sèries de Fourier d'una funció periòdica esglaonada.

L'anàlisi harmònica o anàlisi de Fourier o anàlisi harmònica de Fourier és la branca de les matemàtiques que estudia la representació de les funcions o dels senyals com a superposició d'ones de base. Estudia la representació de funcions periòdiques en base a la suma i la integració de desenvolupaments en sèrie de funcions trigonomètriques elementals. Aprofundeix i generalitza les nocions de sèrie de Fourier i de transformada de Fourier. Les ones de base es diuen les harmòniques, d'on pren el nom de la disciplina. Durant aquests dos últims segles, ha tingut nombroses aplicacions en física sota el nom d'anàlisi espectral, i s'han obtingut aplicacions recents sobretot en tractament del senyal, mecànica quàntica, neurociències, estratigrafia…
L'anàlisi harmònica, que històricament havia estat vinculada al desenvolupament de la teoria de les sèries de Fourier, ha rebut un conjunt de generalitzacions modernes, sobretot gràcies als treballs de l'escola russa de Guelfand, que la situa en un context molt general i abstracte: per exemple, l'anàlisi harmònica sobre els grups de Lie.
Es poden estudiar les sèries de Fourier convenientement en el context de l'espai de Hilbert, que proporciona una connexió entre l'anàlisi harmònica i l'anàlisi funcional. Hi ha quatre versions de la transformada de Fourier, que depenen dels espais mapejats per la transformació (discreta/periòdica-discreta/periòdica: transformada discreta de Fourier, contínua/periòdica-discreta/periòdica: sèrie de Fourier, discreta/periòdica-contínua/periòdica: transformada discreta de Fourier, contínua/periòdica-contínua/periòdica: transformada de Fourier).

## Etimologia
El terme «harmònics» es va originar de la paraula en grec antic harmonikos, que significa «hàbil en música». En problemes físics de valor propi, va començar a significar ones les freqüències de les quals són múltiples enters entre si, com ho són. les freqüències de la harmònics de notes musicals. Tot i així, el terme s'ha generalitzat més enllà del seu significat original.

## Anàlisi harmònica clàssica
Històricament, les funcions harmòniques eren les solucions de l'equació de Laplace, aquest concepte va ser estès primer a funcions especials, i després a operadors el·líptics generals i actualment les funcions harmòniques són considerades una generalització de les funcions periòdiques en espais funcionals definits en una varietat, per exemple com a solucions d'equacions en derivades parcials generals, no necessàriament el·líptiques, que inclouen certes condicions de frontera que poden condicionar llur simetria o periodicitat.

## Sèries i transformades de Fourier
Les sèries de Fourier es fan servir per a descompondre una funció periòdica f com una «suma infinita de funcions trigonomètriques» de freqüències múltiples d'una freqüència fonamental. Al principi, es procedeix a l'anàlisi del «contingut en freqüències», anomenat espectre, de la funció. Després, seguint les hipòtesis fetes sobre la funció i el marc d'anàlisi escollit, es poden fer servir diversos teoremes que permeten recompondre f.
Un bon marc d'estudi per a les sèries de Fourier és el dels espais de Hilbert, el qual subministra a una relació entre anàlisi harmònica i anàlisi funcional.
La transformada de Fourier generalitza la teoria de les sèries de Fourier a les funcions no periòdiques, i permet associar-les també un espectre de freqüències. Llavors s'intenta descompondre una funció qualsevol en «suma infinita de funcions trigonomètriques» de totes les freqüències. Aquesta mena de sumatori es presentarà doncs en forma d'integral.
La transformada de Fourier clàssica sobre Rn és encara un àmbit de recerca actiu, en particular la transformació de Fourier sobre objectes més generals com les distribucions. Per exemple, si s'imposen restriccions a una distribució f, es poden traduir sobre la seva transformada de Fourier. El teorema de Paley-Wiener n'és un exemple. Aquest teorema té com a conseqüència immediata que si f és una distribució no nul·la amb suport compacte, llavors la seva transformada de Fourier no és mai amb suport compacte. És una forma elemental de les relacions d'incertesa de Heisenberg.

### Ús en enginyeria
S'utilitza la transformada de Fourier per passar una senyal al domini de la freqüència per així obtenir informacióo que no és evident en el domini temporal. Per exemple, és més fàcil saber sobre quina amplada de banda es concentra l'energia d'una senyal analitzant-la en el domini de la freqüència.
La transformada també serveix per resoldre equacions diferencials amb més facilitat i, per tant, s'utilitza per al disseny de controladors clàssics de sistemes realimentats, si es coneix la densitiat espectral d'un sistema i l'entrada es pot conèixer la densitat espectral a la sortida. Això és molt útil per al disseny de filtres de radiotransmissors.
La transformada de Fourier també s'utilitza en l'àmbit del tractament digital d'imatges, com per exemple per millorar o definir més certes zones en una imatge fotogràfica o presa amb un ordinador, vegi's ondeta (wavelet).
Una altra aplicació de la transformada de Fourier és la detecció de compostos en l'anàlisi de les freqüències electromagnètiques transmeses en diversos compostos, materials i aleacions.

## Anàlisi harmònica abstracta
Una de les branques més modernes de l'anàlisi harmònica, iniciada a mitjans del segle xx, és l'anàlisi sobre els grups topològics. La idea és que la transformació de Fourier es pot generalitzar en una transformació de les funcions definides sobre grups localment compactes.
La teoria per als grups abelians localment compactes és la dualitat de Pontryagin. L'anàlisi harmònica estudia les propietats d'aquesta dualitat i intenta estendre-les a altres estructures, per exemple els grups de Lie no abelians. En general, per als grups no abelians localment compactes, l'anàlisi harmònica està vinculada a la teoria de les representacions dels grups unitaris. Per als grups compactes, el teorema de Peter-Weyl explica com obtenir els harmònics escollint una representació irreductible en cada classe d'equivalència. Aquesta tria dels harmònics permet aprofitar certes propietats útils de la transformació de Fourier que transforma el producte de convolució en producte usual i revela l'estructura de grup subjacent.
Si el grup no és ni abelià ni compacte, fins al present no es coneix cap teoria satisfactòria, és a dir equivalent almenys al teorema de Plancherel. Però particulars s'han estudiat certs casos particulars, com per exemple el grup especial lineal SLn. En aquest cas, les representacions de dimensió infinita tenen un paper crucial.

## Anàlisi harmònica aplicada

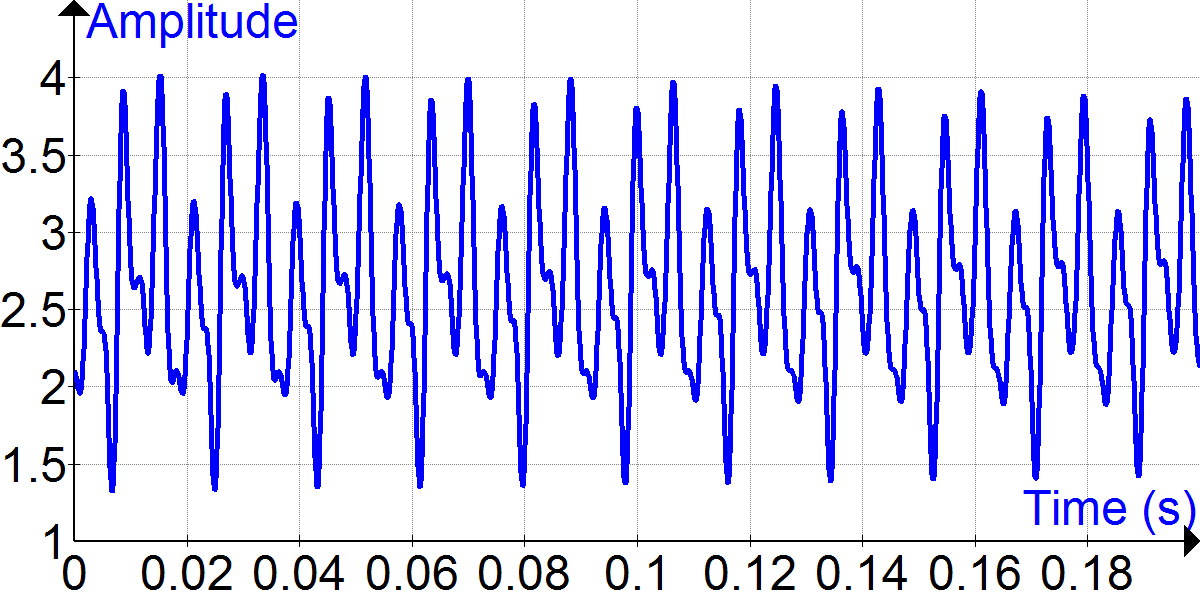
Senyal de temps d'un baix de la nota la de corda oberta (55 Hz).

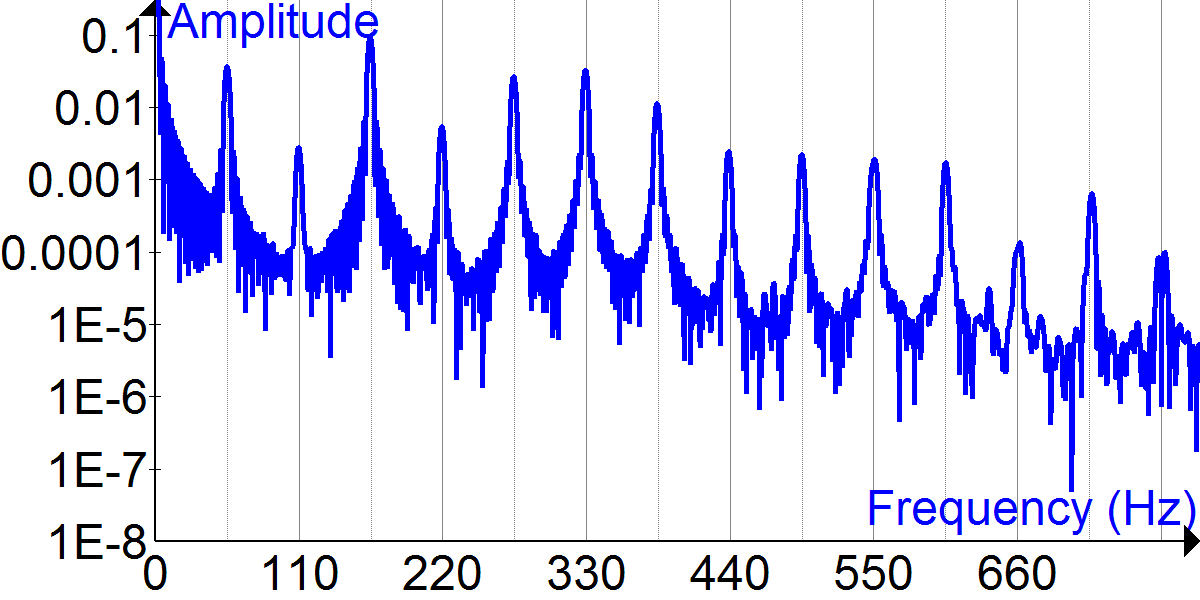
Transformada de Fourier de la senyal de temps d'un baix de la nota la de corda oberta (55 Hz)

Moltes aplicacions de l'anàlisi harmònica en la ciència i l'enginyeria comencen amb la idea o hipòtesi que un fenomen o senyal està compost per una suma de components oscil·latòries individuals. Les marees oceàniques i les cordes vibrants són exemples comuns i senzills. L'enfocament teòric sol consistir a intentar descriure el sistema mitjançant una equació diferencial o un sistema d'equacions per predir les característiques essencials, inclosa l'amplitud, la freqüència i les fases dels components oscil·latoris. Les equacions específiques depenen del camp, però les teories generalment intenten seleccionar les equacions que representen els principis més importants que són aplicables.
L'enfocament experimental sol consistir en adduir dades que quantifiquin amb precisió el fenomen. Per exemple, en un estudi de les marees, l'experimentalist adquiriria mostres de la profunditat de l'aigua en funció del temps a intervals suficientment espaiats com per veure cada oscil·lació i durant una durada sufifcientment llarga com perquè s'incloguin probablement múltiples períodes oscil·latoris. En l'estudi sobre cordes vibrants és habitual que l'experimentalista adquireixi una forma d'ona sonora mostrejada a una velocitat com a mínim dues vegades superior a la de la freqüència més alta esperada i durant una durada moltes vegades superior al període de la freqüència més baixa esperada.
Per exemple, la senyal superior de la dreta és una forma d'ona sonora d'un baix que toca una corda oberta corresponentn a una nota la amb una freqüència fonamental de 55 Hz. La forma d'ona sembla oscil·latòria, però és més complexa que una simple ona sinusoidal, la qual cosa indica la presència d'ones addicionals. Els diferents components d'ona que contribueixen al so poden revelar-se aplicant una tècnica d'anàlisi matemàtica coneguda com transformada de Fourier, el resultat del qual es mostra en la figura inferior. Observi's que hi ha un pic prominent a 55 Hz, però que hi ha altres pics a 110 Hz, 165 Hz, i a altres freqüències corresponents a múltiples enters de 55 Hz. En aquest cas, 55 Hz s'identifica com la freqüència fonamental de la vibració de la corda, i els múltiples enters es coneixen com harmònics.

## Altres branques
- Estudi dels valor propis i vectors propis del Laplacià en dominis, varietats i (a un menor extent) grafs també es considera una branca de l'anàlisi harmònica. Vegeu, per exemple, escoltar la forma d'un tambor.[15]
- L'anàlisi harmònic d'espais euclidians tracta de propietats de la transformada de Fourier a Rn que no tenen anàleg en grups generals. Per exemple, el fet que la transformada de Fourier sigui invariant de rotació. La descomposició de la transformada de Fourier en els seus components radial i esfèric condueix a temes com ara funció de Bessels i harmònics esfèrics.
- L'anàlisi harmònic en dominis de tubs s'ocupa de generalitzar les propietats dels espais Hardy a dimensions superiors.
- Le formes automòrfiques són funcions harmòniques generalitzades, respecte d'un grup de simetria. Es tracta d'una àrea de desenvolupament de l'anàlisi harmònica antiga però alhora activa a causa de les seves connexions amb el programa de Langlands.
- L'anàlisi harmònica no lineal és l'ús d'eines i tècniques de l'anàlisi harmònica i de l'anàlisi funcional en l'estudi de sistema no lineal. Això inclout tant problemes d'infinits graus de llibertat com operadors i equacions no lineals.[16]

## En el camp de la intel·ligència artificial
Un dels problemes de la intel·ligència artificial generativa és que és com una caixa negra.
És possible utilitzar l'anàlisi de Fourier per analitzar com aprendre una xarxa neuronal profunda a fer tasques complexes específiques: investigadors de la Universitat de Rices, després d'entrenar una xarxa neuronal profunda per reconèixer fluxos complexos d'aire o aigua i predir com canviarien aquests fluxos amb el temps, li van aplicar una anàlisi de Fourier (a les equacions que governen la xarxa neuronal). Aquest mètode va revelar el que la xarxa neuronal havia après i, el que és més important, com havia arribat a aquest coneixement.